# Андерсонс, Эдуард (моряк)
Эдуардc Андерсонс (латыш. Eduards Aleksandrs Andersons; 1919—1947) — латвийский моряк и участник движения национального сопротивления, который в 1944 и 1945 году организовывал лодки беженцев в Швецию.

## Биография
С 1937 года работал матросом на торговых судах. Весной 1943 года закончил мореходное училище имени Кришьяна Валдемара в Риге и работал судовым механиком на речном пароходе «Росток».
Во время Второй мировой войны 5 ноября 1943 года, чтобы избежать зачисления в Латышский легион СС, из Лиелирбе в рыбацкой лодке бежал на остров Готланд.
В январе 1944 года при посредничестве Леонида Силиньша включился в организацию лодок беженцев с Курземского побережья, которая координировалась Латвийским Центральным советом. Эдуардс Андерсонс принял участие во многих поездках через Балтийское море и как связной, и как матрос, став одним из самых легендарных участников этой подпольной деятельности. Как утверждает историк Улдис Нейбургс, шведская разведка высоко ценила умения Андерсона, а впоследствии в Швеции был снят о нём документальный фильм.
В октябре 1945 года был арестован органами НКВД, а 28 августа 1946 года Военный трибунал министерства внутренних дел Латвийской ССР приговорил его к смертной казни за измену родине.
Расстрелян в январе 1947 года.